# Tony Lovink
 (juin 2019).
Si vous disposez d'ouvrages ou d'articles de référence ou si vous connaissez des sites web de qualité traitant du thème abordé ici, merci de compléter l'article en donnant les références utiles à sa vérifiabilité et en les liant à la section « Notes et références ».
Antonius Hermanus Johannes Lovink (12 juillet 1902 - 27 mars 1995) est un diplomate néerlandais qui fut le dernier haut commissaire de la Couronne dans les Indes orientales néerlandaises en 1949, année ou les Indes orientales néerlandaises deviennent indépendantes des Pays-Bas. Il a ensuite été ambassadeur des Pays-Bas en Australie et au Canada (où il vécut après sa démission en 1967).